# DRAMA QUEEN
『DRAMA QUEEN』（ドラマ・クイーン）は、2020年4月3日からZIP-FMで放送されているラジオ番組。

## 概要
リスナー各々が恋愛・仕事・人間関係などで抱える悩みを募集し、それらをドラァグクイーンのアンジェリカとパートナーのナビゲーターがぶっちゃけトークで解決していく番組。他にセクシャルマイノリティなどについて語るコーナーも設けている。当初はOLや20代女性の悩みを解決するというコンセプトであった。
2023年3月までは金曜深夜（土曜0時前後の時間帯）に毎週放送される単独番組であったが、同年4月の改編で土曜21時台に編成された週替わりの番組放送枠『THINK ABOUT THE FUTURE』に編入された。以後は『THINK ABOUT THE FUTURE feat. DRAMA QUEEN』（シンク・アバウト・ザ・フューチャー フィーチャリング ドラマ・クイーン）と題し、同枠第4週の番組として月に1回のペースで放送されている。

## ナビゲーター
- アンジェリカ（2020年4月3日[3] - ） - 名古屋のカリスマドラァグクイーン。
- 市野瀬瞳（2020年4月3日[3] - 2022年3月26日（25日深夜）） - フリーアナウンサー。
- まるり（2022年4月2日（1日深夜[9]） - 2025年3月29日[1]） - シンガー。
- レディーナナ（2025年4月26日[1] - ） - イベントMC・タレント・モデル。

## 放送時間
いずれもJST。
- 金曜 23:30 - 土曜 1:00（2020年4月3日 - 2021年9月24日）
- 土曜 0:00 - 1:30（2021年10月2日 - 2022年4月30日）
- 金曜 23:30 - 土曜 1:30（2022年5月6日 - 2022年9月30日）
- 土曜 0:00 - 1:30（2022年10月8日 - 2023年3月25日）
- 第4土曜 21:00 - 22:00（2023年4月22日 - ）